# Jean V de Gaète
Jean V de Gaète  (vers 1010 – vers 1040) fut consul et duc de Gaète de 1012 à 1032.

## Biographie
Jean V est le fils de Jean IV de Gaète et de  Sichelgaita, sœur de Serge IV de Naples. Il est encore en enfance lorsqu'il succède à son père peut-être est il même né posthume.
Sa régence est contestée entre  Léon le frère de son père, et la senatrix Émilie, la mère de son père. De 1015 à 1024, Léon intervient comme co-régent puis il se retire à Itri et abandonne la régence à Emilia en 1025. En 1027, Jean V donne refuge à Serge IV de Naples, qui est contraint de quitter Naples. Ils s'entendent pour faire appel à Rainulf Drengot,  un mercenaire normand au service de Pandolf IV, qu'ils recrutent pour appuyer leur cause et reprendre Naples en 1029.
Ensuite lorsque Rainulf, devenu comte d'Aversa, abandonne Serge IV pour s'allier de nouveau avec Pandolf IV de Capoue, Serge IV et Jean V se rapprochent contre le viel adversaire traditionnel de la Campanie mais Jean V se trouve sous la menace de la nouvelle alliance entre les Lombards et les Normands. En août 1032, Pandolf IV se venge de Serge V et s'empare de Gaète d'où il chasse le jeune duc Jean et sa grand-mère Jean V entre alors dans la clandestinité et continue jusqu'à sa mort vers 1040 de harceler Pandolf à partir de territoires qu'il contrôle encore et tente de reconquérir sa capitale qui reste au pouvoir du prince de Capoue jusqu'à sa mort avant de tomber entre les mains du comte d'Aversa.

## Source
- (en) Cet article est partiellement ou en totalité issu de l’article de Wikipédia en anglais intitulé « John V of Gaeta » (voir la liste des auteurs).
- Enciclopedia Treccani Giovanni V Duca di Gaeta